# Татищев, Никита Алексеевич
Ники́та Алексе́евич Тати́щев (26 марта 1879, Вена, Австро-Венгрия — 3 апреля 1948, Париж, Франция) — бежецкий уездный предводитель дворянства, последний московский губернатор (исполняющий дела, 1916—1917).

## Биография
Из дворян Тверской губернии. Сын полтавского губернатора Алексея Никитича Татищева и Екатерины Борисовны, урождённой княжны Мещерской.
Воспитывался в Александровском лицее, по окончании которого в 1899 году начал службу по ведомству Министерства юстиции с причислением к 1-му департаменту Правительствующего сената. 28 августа 1899 года поступил юнкером в Кавалергардский полк. 9 октября того же года был произведен корнетом. Был делопроизводителем полкового суда, заведывающим полковым лазаретом и заведывающим обучением молодых солдат во 2-м эскадроне.

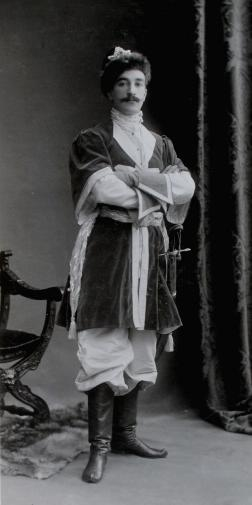
Н. А. Татищев на Костюмированном балу 1903 года

1 сентября 1905 года назначен адъютантом московского генерал-губернатора, с оставлением в списках Кавалергардского полка. 22 июня 1906 года зачислен в запас гвардейской кавалерии и избран бежецким уездным предводителем дворянства, в каковой должности пробыл одно трехлетие. 26 июля 1909 года назначен ломжинским вице-губернатором, а 7 марта 1911 года в чине коллежского асессора переведен на ту же должность в Екатеринославскую губернию. Состоял в придворном звании камер-юнкера.
11 мая 1916 года в чине надворного советника назначен исполняющим дела московского губернатора. А. А. Татищев в своих воспоминаниях писал: «В мае Ника, который был годом перед тем назначен курляндским губернатором, но из-за нашего отступления не мог вступить в исправление своей должности и работал по Красному кресту в одном из передовых отрядов, был, совершенно для него и для всех нас неожиданно, назначен губернатором в Москву. В момент назначения его отряд передвигался с одного участка фронта на другой, и, помнится, в течение, кажется 5-6 дней министерство не могло выяснить его местонахождение, чтобы известить о состоявшемся назначении». Уволен после Февральской революции.
Во время Гражданской войны состоял в Вооруженных силах Юга России. С мая 1919 по март 1920 года занимал должность Таврического губернатора по назначению генерала Деникина.
В эмиграции во Франции, жил в Париже. Состоял членом правления, а затем председателем Объединения бывших воспитанников Императорского Александровского лицея. Умер в 1948 году. Похоронен на кладбище Батиньоль.

## Семья
С 12 ноября 1906 года был женат на фрейлине Дарье Федоровне Дубасовой (1888—1984), дочери генерал-адъютанта Фёдора Васильевича Дубасова и Александры Сергеевны, урождёной Сипягиной. Свадьба была «блестящей. … В церкви был весь Петербург». Посажённым отцом невесты был император Николай II.
В браке родились:
- Алексей (1908—1975)
- Федор (1909—1985)
- Александра (1902—25 июня 1987, Уфа)